# Zoo w Sofii
Zoo w Sofii – ogród zoologiczny w Sofii, stolicy Bułgarii, powstały na mocy dekretu królewskiego 1 maja 1888. Jest najstarszym i największym ogrodem zoologicznym w Bułgarii. Ma powierzchnię 230 000 m², w marcu 2006 mieścił 1113 zwierząt reprezentujących 244 gatunków.